# Alabarda (F 560)
L'Alabarda è stata una corvetta antisommergibile della Marina Militare Italiana, in servizio tra il 1950 e il 1968, dopo che in precedenza, nel corso della seconda guerra mondiale, aveva servito come dragamine con il nome di HMS Larne, nella Royal Navy.

## Storia
La nave era uno dei 110 dragamine di squadra della classe Algerine costruiti 50 a Belfast ed in Scozia e 60 in Canada. La propulsione era costituita da due caldaie a tubi d'acqua e due del tipo macchine alternative a triplice espansione che erogavano una potenza di 2400 cavalli che veniva trasmessa a due eliche a tre pale consentendo all'unità di raggiungere una velocità massima di 16 nodi, con una autonomia di 5000 miglia nautiche a una velocità di 10 nodi. L'armamento era costituito da un cannone QF-4 Mark V da 100 mm, da quattro mitragliere singole da 20 mm Oerlikon, quattro lanciabombe di profondità e due tramogge per un totale di 92 cariche di profondità.

### HMS Larne
La nave ordinata in base al Programma 1941, inizialmente al cantiere Simons nel giugno 1941, ma l'ordine era stato cancellato nel marzo 1942 probabilmente per difficoltà di quel cantiere o per diversa priorità nel piano delle costruzioni navali. Il 3 maggio 1942 l'ordine venne trasferito al cantiere Lobnitz di Glasgow.
La nave, impostata il 25 gennaio 1943, varata il 2 settembre dello stesso anno e completata il 22 novembre sempre dello stesso anno, entrò in servizio a metà febbraio 1944 con il nome HMS Larne e il distintivo ottico J274. Larne è il nome di un porto vicino a Belfast, dove fanno capo i traghetti da e per la Scozia.
La nave, inizialmente assegnata alla 7ª Flottiglia Dragamine (7th MSF) ad Harwich nel Mare del Nord, svolgendo attività di dragaggio al largo di Yarmouth, passò a fine aprile 1944 alle dipendenze della 6th MSF (6th Minesweeper Flotilla) a Portsmouth, dove l'intero mese di maggio venne dedicato all'addestramento per l'Neptune/Overlord, salpa dal Solent il 5 giugno 1944 per partecipare allo sbarco in Normandia, e in particolare alla creazione di uno dei canali dragati verso la spiaggia britannica di Gold Beach.
A inizio luglio 1944 passò alla 5th MSF a Tilbury, assumendo anche il ruolo di unità del Senior Officer (SO), cioè capoflottiglia, salpando da Derry il 14 luglio ed entrando il 31 luglio 1944 nel Mediterraneo per appoggiare lo sbarco alleato sulla costa sud della Francia. Dopo aver ripulito le Bocche di Bonifacio, la flottiglia lascia La Maddalena il 13 agosto, e dal 15 agosto 1944 partecipava all'Operazione Dragoon  operando nella rada delle isole Hyères a ovest di Cap Bénat davanti a Tolone per ripulire l'area in cui avrebbe operato una delle navi incaricate del bombardamento preparatorio, la vecchia corazzata francese Lorraine reduce da tre anni d'internamento ad Alessandria. La 5ª Flottiglia Dragamine operò sino al 21 agosto sotto il fuoco delle batterie costiere tedesche del Vallo Mediterraneo, perdendo più volte i cavi di dragaggio tipo Oropesa per mine impigliate o per colpi diretti, facendo poi ritorno a La Maddalena, da dove salpò il 28 agosto per Malta, dove prese parte ad alcuni dragaggi locali per poi salpare nuovamente il 13 settembre per il mar Egeo.
La flottiglia ebbe il compito di aprire alle navi inglesi il canale di Citèra per consentire operazioni navali contro la ritirata tedesca dalle isole dell'Egeo. L'operazione venne seguita dallo sbarco di commando e truppe greche imbarcate sui dragamine di squadra, avvenuto il 1º ottobre a Poros, una piccola isola vicina alla costa del Peloponneso, all'estremità meridionale del grande golfo Saronico. La 5th MSF si trasferì poi ad Alessandria, da dove salpò nuovamente tra il 12 e il 13 ottobre per andare a sminare le rotte di approccio al Pireo. Nel corso di questa operazione il 15 ottobre 1944 la nave urtò una mina magnerica tedesca che provocò un'esplosione che distrusse il locale caldaia ed un serbatoio di carburante uccidendo due uomini; l'unità venne portata su un bassofondo per farla restare a galla, restando arenata per circa tre mesi a Poros.
Dopo alcuni lavori di raddobbo la nave, nel gennaio 1945, venne rimorchiata al Pireo per una prima riparazione, e nell'aprile successivo in bacino a Malta per sommarie riparazioni.

### Servizio nella Marina Militare
Nel luglio 1945 la nave viene trasferita a Taranto e consegnata alla Regia Marina e dopo essere stata sottoposta ad un ciclo di lunghi raddobbi, durante il quale viene praticata una grossa apertura nello scafo per consentire l'accesso diretto alla sala caldaie, venne portata in bacino per esser trasformata in nave idrografica e ribattezzata Ammiraglio Magnaghi, in sostituzione di nave Azio, ma la decisione viene revocata il 10 giugno 1946 e la nave restò in un angolo del cantiere navale di Taranto, fino a quando venne decisa la sua riconversione a nave coloniale.

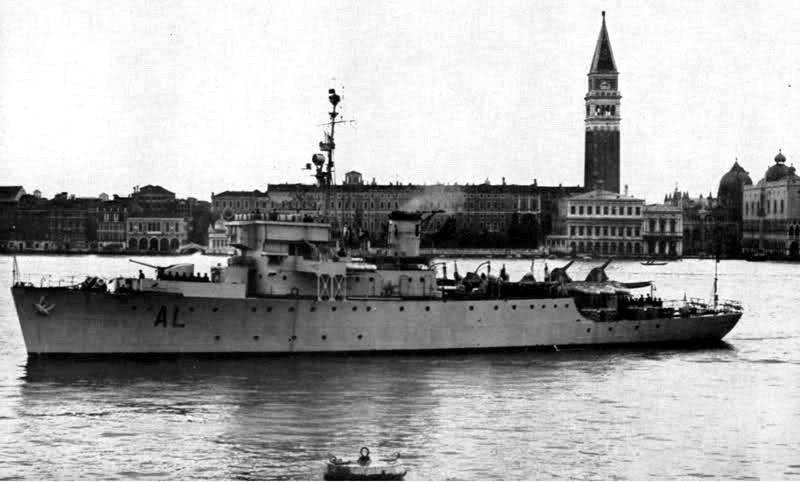
La nave all'inizio degli anni cinquanta a Venezia

Il 3 dicembre 1948, con Decreto del presidente della Repubblica la nave venne ribattezzata Eritrea, in sostituzione dell'omonima unità consegnata alla Francia come preda bellica, in vista del mandato fiduciario ONU sulla Somalia, mandato che sarebbe stato affidato all'Italia dal giugno 1950. Tuttavia, un cambio di politica impose l'abbandono dell'idea un po' anacronistica della "nave coloniale" e l'ex HMS Larne venne riclassificata corvetta antisommergibili con il nuovo nome di Alabarda.

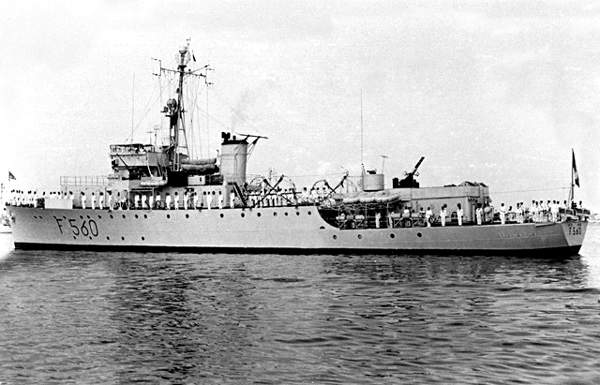
La nave dopo la riconversione in nave comando

I lavori di riconversione in corvetta vennero effettuati all'Arsenale di Taranto e al termine dei lavori, iniziati il 15 gennaio 1949 e terminati il 31 gennaio 1950, la nave il 1º aprile 1950 entrò in servizio nella Marina Militare Italiana. Nel corso dei lavori i quattro cannoni automatici da 20 mm Oerlikon vennero sostituite da altrettanti Breda 37/54.
Nel 1954 sull'unità vennero effettuati lavori di ammodernamento che hanno visto l'installazione di un radar rilevamento bersagli di superficie "SO 13", di origine USA, e la sostituzione delle quattro mitragliere da 37/54 con altrettanti cannoni da 40/56.
Nel 1956 la nave venne sottoposta ad un nuovo ciclo di lavori per la trasformazione in Nave Comando Squadra o Divisione; nel corso di questi lavori venne abolito il cannone da 100/47 mm e la tuga prolungata verso prora. La nave prestò attività in questo ruolo fino ai primi anni del nuovo decennio quando, divenuto operativo l'incrociatore lanciamissili Garibaldi, fu ormeggiata affiancata al Grecale alla stazione torpediniere di Taranto e posta in riserva per essere poi radiata dal naviglio della Marina Militare Italiana il 1º luglio 1968.

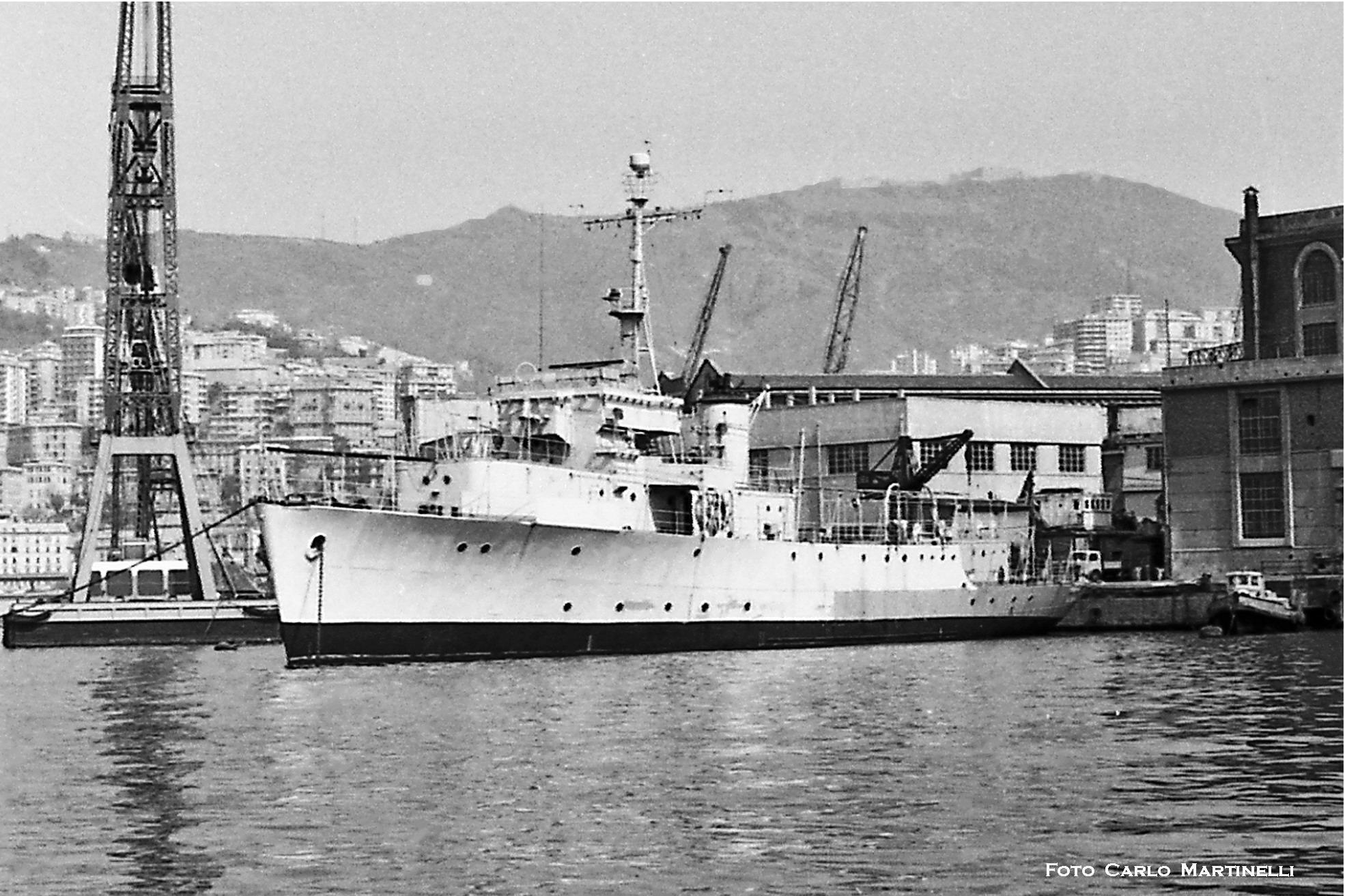
La nave dopo la cessione alla Fondazione Garaventa

### Fondazione Garaventa
Dopo essere stata radiata dalla Marina Militare, la nave, il 17 settembre 1968 venne trasferita alla Fondazione Garaventa e trasformata in nave scuola Garaventa.
Il 12 agosto 1974 la nave scuola Garaventa venne danneggiata in seguito ad una collisione con il traghetto Monica Rusotti di Genova e dismessa dal servizio nel 1975. Trasferita a La Spezia la nave venne smantellata e demolita tra il 1981 e il 1982.